# Hospital, Limerick
Hospital (iriska: An tOspidéal) är ett samhälle i grevskapet Limerick i Republiken Irland. 